# Fernando Malvezzi
Fernando Malvezzi (Noceto, 22 ottobre 1912 – 20 aprile 2003) è stato un militare e aviatore italiano, che fu un asso con dieci vittorie individuali durante la seconda guerra mondiale fu comandante del 3º Gruppo caccia "Francesco Baracca" dell'Aeronautica Nazionale Repubblicana.

## Biografia
Studente universitario presso la facoltà di medicina, abbandonò presto gli studi per rispondere ad un bando per ufficiali di aviazione indetto dalla Regia Aeronautica ottenendo il brevetto di volo militare nel dicembre 1935. Prese parte alla guerra d'Etiopia nella ricognizione aerea nell'85ª Squadriglia e rientrato in Italia si iscrisse alla Scuola di guerra aerea di Firenze. Al termine degli studi divenne istruttore presso la scuola di Foligno per poi essere riaggregato all'85ª Squadriglia. Fu in seguito scelto per la specialità dei bombardieri a tuffo noti in Italia come i "Picchiatelli". Infatti fu destinato all'addestramento a Graz sugli Junkers Ju 87, noti anche come Stuka.

### La seconda guerra mondiale

Emanuele Annoni e Fernando Malvezzi in Libia durante la Campagna del Nordafrica (1940-1943) nel novembre 1942.

Durante la seconda guerra mondiale, al comando della 236ª Squadriglia del 96º Gruppo Autonomo Bombardamento a Tuffo, formata da Stuka, prese parte alla sua prima azione il 2 settembre 1940 presso Malta. Prese poi parte alla campagna italiana di Grecia e alla Campagna del Nordafrica.
Il 10 gennaio 1941 presso Pantelleria, al comando della sua squadra di Stuka, colpì l'incrociatore leggero Southampton che centrato da almeno due bombe fu incendiato. Impossibilitati a spegnere l'incendio poche ore dopo i marinai britannici abbandonarono la nave e la affondarono con un siluro.
L'11 aprile, nel corso di un attacco contro il porto di Tobruch, il suo aereo fu colpito dalla contraerea e costretto quindi ad un atterraggio di emergenza nel corso del quale riportò ferite leggere. Il 13 aprile prese parte all'ultimo attacco contro navi nemiche poi rientrò in Italia in licenza. Il 28 luglio 1941 fu aggregato alla 96ª squadriglia del 9º Gruppo Caccia. Il 22 novembre 1941 ottenne la sua prima doppia vittoria abbattendo due Hurricane nel cielo di Malta..  Dislocato il Gruppo caccia in Libia il 26 novembre abbatté un primo Curtiss P-40 seguito da un altro il 1º dicembre presso Bir el Gobi. Promosso capitano, nel corso dell'anno 1942 sempre in Libia abbatté 4 Curtiss P-40, 1 ricognitore Martin 167 Maryland e 1 caccia Supermarine Spitfire. In seguito all'avanzata britannica il 9º Gruppo caccia si trasferì in Italia per fronteggiare l'invasione della Sicilia, ma ammalatosi di malaria fu ricoverato in un ospedale di Salsomaggiore. Mentre era degente a Salsomaggiore fu colto dalla notizia dell'armistizio dell'8 settembre 1943.

#### 3º Gruppo caccia "Francesco Baracca"

Fernando Malvezzi durante il giuramento a Fossano del 3º Gruppo caccia "Francesco Baracca"

A seguito dell'Armistizio di Cassibile aderì alla Repubblica Sociale Italiana e assunse il comando del 3º Gruppo caccia "Francesco Baracca" dell'Aeronautica Nazionale Repubblicana (ANR). Il 25 aprile 1945, sorpreso nella scuola elementare di Desio con i propri uomini restò circondato dai partigiani per due giorni. Poterono poi trasferirsi a Bergamo dove era locato in Comando dell'ANR e qui ottenuto un salvacondotto per tutti i piloti ed avieri sciolse il reparto.

### Il dopoguerra
Al termine della guerra avviò un'attività di autotrasporti non trascurando la sua passione per il volo.

### Annotazioni
1. ↑  Tra i velivoli che parteciparono all'azione vi erano quelli del sergente maggiore Pietro Mazzei e del tenente Giampiero Crespi.

### Fonti
1. ↑  Massimello 1996, p. 16.
2. 1 2 3 4  Massimello, Apostolo 2012, p. 127.
3. 1 2 3  Massimello 2012, p. 125.
4. 1 2 3 4 5  Massimello 2012, p. 126.
5. 1 2  Rocca 1987, p. 85.